# José Luis Garzón
Garzón, bürgerlich José Luis Garzón Fito, (* 4. August 1946 in Valencia; † 17. März 2017 in Sabadell) war ein spanischer Fußballspieler.

## Karriere

### Vereine
Garzón spielte in der Saison 1968/69 erstmals im Seniorenbereich Fußball. Mit CE Sabadell war er bis Saisonende 1970/71 in der Primera División, der höchsten Spielklasse im spanischen Fußball vertreten. Sein Debüt am 15. September 1968 (1. Spieltag) beim 1:0-Sieg im Auswärtsspiel gegen den FC Granada krönte er sogleich mit seinem ersten und siegbringenden Tor in der 55. Minute. In seiner Premierensaison wurde er 24 weitere Male eingesetzt, wobei er acht weitere Tore erzielte. In der Folgesaison erzielte er mit sechs Toren in 26 Punktspielen einen annähernd guten Wert und kam des Weiteren auch auf internationaler Vereinsebene zum Einsatz. Er bestritt beide Erstrundenspiele gegen den FC Brügge im Wettbewerb um den Messestädte-Pokal; nach dem 2:0-Sieg im Heimspiel, folgte mit der 1:5-Niederlage im Auswärtsspiel auch das Aus in diesem. In seiner letzten Saison erzielte er erneut sechs Tore in nur 22 Punktspielen; danach verließ er den Verein.
Mit dem FC Sevilla spielte er für einen namhafteren Verein, für den er in seiner ersten Saison in 25 Punktspielen mitwirkte, drei Tore erzielte, am Saisonende jedoch in die Segunda División abstieg. In dieser Spielklasse verblieb er mit seiner Mannschaft noch zwei Saisons lang, in der er in insgesamt 28 Zweitligaspielen vier Tore erzielte. Noch während der laufenden Saison 1973/74, in der er acht Spiele bestritten hatte, wechselte er zum Erstligisten Sporting Gijón.
In dieser Mannschaft wurde er in seiner ersten Saison nicht eingesetzt und kam erst in der Saison 1974/75 in 13, in der Folgesaison in 20 Punktspielen zum Einsatz; ein Tor gelang ihm für diesen Verein in der Liga allerdings nicht. Danach kehrte er nach Sabadell zurück, schloss sich dem mittlerweile Drittligisten CE Sabadell an, für den er seine letzten beiden Saisons seiner Spielerkarriere – Aufstieg bedingt – in der zweithöchsten Spielklasse mit 17 Toren in 71 Punktspielen beendete.
Insgesamt bestritt er 131 Erst- und 99 Zweitligaspiele, in denen er 24 bzw. 21 Tore für drei Vereine erzielte.

### Nationalmannschaft
Mit der Amateurnationalmannschaft Spaniens nahm er am Wettbewerb um den UEFA Amateur Cup teil. In der zweiten Auflage 1969/70 ging er mit seiner Mannschaft als Sieger aus der Gruppe 2 hervor und gelangte in der Endrunde mit dem 6:0-Sieg über die Amateurnationalmannschaft Italiens ins Finale. Da die Finalbegegnung am 3. Juli 1970 in Forte dei Marmi gegen die Amateurnationalmannschaft der Niederlande mit 1:1 n. V. keinen Sieger fand, wurde das Spiel einen Tag später an selber Stätte wiederholt. In diesem setzte er sich mit seiner Mannschaft mit 2:1 durch.
Im olympischen Fußballturnier 1968 in Mexiko, bestritt er die ersten beiden Spiele der Gruppe B gegen die Auswahlen Brasiliens und Nigerias und das am 20. Oktober mit 0:2 verlorene Viertelfinale in Puebla gegen die Auswahl des Gastgeberlandes.

## Erfolge
- Europameister der Amateure 1970

## Anmerkung
1. ↑  Statistik ohne Saison 1976/77

| Personendaten    | Personendaten                                                     |
| ---------------- | ----------------------------------------------------------------- |
| NAME             | Garzón, José Luis                                                 |
| ALTERNATIVNAMEN  | Garzón Fito, José Luis (vollständiger Name); Garzón (Spielername) |
| KURZBESCHREIBUNG | spanischer Fußballspieler                                         |
| GEBURTSDATUM     | 4. August 1946                                                    |
| GEBURTSORT       | Valencia, Spanien                                                 |
| STERBEDATUM      | 17. März 2017                                                     |
| STERBEORT        | Sabadell, Spanien                                                 |